# 5. октобар
5. октобар (5.10.) је 278. дан у години по грегоријанском календару (279. у преступној години). До краја године има још 87 дана.

## Догађаји
- 610 — У Цариграду, у цркви Пресвете Мудрости (Аја Софија) Ираклије (610—641.) крунисан за новог источноримског (византијског) цара. Ираклије је остао упамћен као велики војсковођа и реформатор византијског војног и административног система.
- 1511 — Папа Јулије II основао је Свету лигу Арагона, Венеције и Папске државе са циљем да одбрани јединство цркве, али и да истера Французе из Италије.
- 1796 — Под притиском Француске, Шпанија је објавила рат Великој Британији, који је завршен катастрофалним поразом француско-шпанске флоте 1805. у бици код Трафалгара.
- 1813 — После пропасти Првог српског устанка, у селу Скели, бежећи пред турским окупаторима, педесет жена и девојака не желећи да их Турци обешчасте, скочиле су у Саву, држећи се за руке и утопиле се.
- 1883 — Први европски трансконтинентални експресни воз „Оријент експрес“ кренуо је из Париза за Истанбул.
- 1900 — Персијски шах Музафар ад Дин Каџар посетио Београд и краља Александра I Обреновића.
- 1908 — 
  - Аустроугарска анексирала Босну и Херцеговину.
  - Бугарски кнез, немачки принц Фердинанд Кобург прогласио је независност Бугарске од Османског царства, а себе царем Фердинандом I.
- 1910 — Португалија је после обарања краља Мануела II проглашена републиком под председником Жуакимом Теофилом Фернандешом Брагом.
- 1915 — Снажном артиљеријском ватром дуж целог фронта на Дунаву, Сави и Дрини, у Првом светском рату почела је офанзива Централних сила на Србију.
- 1938 — Председник Чехословачке Едвард Бенеш поднео је оставку и отишао у избеглиштво, након што је под притиском Велике Британије и Француске прихватио Минхенски споразум којим је Судетска област уступљена Хитлеровој Немачкој.
- 1954 — Уједињено Краљевство, САД, ФНР Југославија и Италија су потписале Лондонски споразум о укидању Слободне зоне Трста и додели зоне Б и мањег дела зоне А Југославији, а већег дела зоне А са градом Трстом Италији.
- 1964 — У Западни Берлин је кроз тајно ископан тунел испод Берлинског зида побегло 57 држављана Источне Немачке, што је било највеће масовно бекство од изградње зида 1961.
- 1969 — Би Би Си је емитовао прву епизоду серије „Летећи циркус Монти Пајтона“, која је постала култна емисија широм света.
- 1974 — Пет људи је погинуло, а 35 рањено у експлозији бомби које су ирски националисти бацили у два бара у месту Гилдфорд у Енглеској.
- 1983 — Лидер пољског покрета „Солидарност“ Лех Валенса добио је Нобелову награду за мир.
- 1988 — Чилеанци су се на плебисциту изјаснили против предлога да председнику Чилеа Аугусту Пиночеу буде продужен мандат до 1997. године.
- 1989 — Нобелова награда за мир додељена је тибетанском духовном вођи у избеглиштву Далај Лами.
- 1994 — 
  - У Швајцарској су пронађена тела 48 припадника секте „Храм Сунца“ који су извршили обредно масовно самоубиство.
  - Успостављен је Светски дан учитеља.[1]
- 1995 — Амерички изасланик за Балкан Ричард Холбрук успео је, након два месеца преговора са Србијом и Хрватском и лидерима зараћених страна у Босни, да постигне споразум о прекиду ватре, који је био увод у мировне преговоре у Дејтону.
- 2000 — Демонстрације 5. октобра 2000. — после неуспелих покушаја полиције да сузавцем растера стотине хиљада демонстраната у центру Београда, који су протестовали због поништавања председничких избора, грађани су ушли у Савезну скупштину, а нешто касније и у зграду државне Радио телевизије Србије. Под притиском маса  Слободан Милошевић следећег дана је признао изборни пораз од кандидата Демократске опозиције Србије, Војислава Коштунице.
- 2004 — У оквиру касарне Топчидер, испред подземног војног објекта Караш под неразјашњеним и контроверзним околностима погинула су двојица гардиста Војске Србије и Црне Горе: Драган Јаковљевић и Дражен Миловановић

## Рођења
- 1713 — Дени Дидро, француски филозоф и писац. (прем. 1784)
- 1781 — Бернард Болцано, чешки математичар и филозоф. (прем. 1848)
- 1829 — Честер А. Артур, амерички генерал и политичар, 21. председник САД. (прем. 1886)
- 1864 — Луј Лимијер, француски хемичар, индустријалац, редитељ и продуцент. (прем. 1948)
- 1919 — Војтех Замаровски, словачки историчар античког света и писац. (прем. 2006)
- 1919 — Доналд Плезенс, енглески глумац. (прем. 1995)
- 1921 — Драго Ланг, народни херој Југославије. (прем. 1942)
- 1929 — Боривоје Бора Стојановић, српски глумац. (прем. 2008)
- 1936 — Вацлав Хавел, песник и последњи председник Чехословачке и први председник Чешке. (прем. 2011)
- 1938 — Вилијам Вотсон, амерички глумац. (прем. 1997)
- 1938 — Милан Чоп, хрватски фудбалер.
- 1940 — Милена Дравић, српска глумица. (прем. 2018)
- 1947 — Брајан Џонсон, енглески музичар, најпознатији као певач групе AC/DC.
- 1948 — Зоран Живковић, српски писац.
- 1951 — Карен Ален, америчка глумица.
- 1951 — Боб Гелдоф, ирски музичар, глумац и филантроп.
- 1952 — Харолд Фалтермајер, немачки музичар, композитор и музички продуцент.
- 1958 — Нил Деграс Тајсон, амерички астрофизичар.
- 1960 — Карека, бразилски фудбалер.
- 1967 — Гај Пирс, аустралијски глумац.
- 1970 — Александар Кристић, српски фудбалер и фудбалски тренер.
- 1971 — Никола Рицоли, италијански фудбалски судија.
- 1971 — Дерик Шарп, америчко-израелски кошаркаш.
- 1972 — Грант Хил, амерички кошаркаш.
- 1975 — Кејт Винслет, енглеска глумица.
- 1976 — Рамзан Кадиров, руски политичар, трећи председник Чеченске Републике.
- 1983 — Џеси Ајзенберг, амерички глумац, писац и драматург.
- 1983 — Флоријан Мајер, немачки тенисер.
- 1983 — Ники Хилтон, амерички модел и богата наследница.
- 1986 — Владимир Богдановић, српски фудбалер.
- 1986 — Новица Величковић, српски кошаркаш.
- 1986 — Никита Курбанов, руски кошаркаш.
- 1990 — Федерико Делбонис, аргентински тенисер.
- 1991 — Торнике Шенгелија, грузијски кошаркаш.

## Смрти
- 579 — Јустин II Млађи , византијски цар (владао 565—578)
- 1056 — Хенрик III, цар Светог римског царства. (рођ. 1017)
- 1805 — Чарлс Корнволис, британски генерал и државник.
- 1880 — Жак Офенбах, француски композитор немачког порекла (рођ. 1819)
- 1933 — Николај Јуденич, руски генерал (рођ. 1862)
- 1957 — Хосе Андраде, уругвајски фудбалер. (рођ. 1901)
- 1973 — Милунка Савић, српска хероина Балканских и Првог српског рата. (рођ. 1888)
- 1986 — Џејмс Вилкинсон, енглески математичар и информатичар.
- 1990 — Ђорђе Вукадиновић, српски и југословенски фудбалер.
- 1996 — Симор Креј, рачунарски архитекта, основао компанију Cray Research.
- 2001 — Емили Шиндлер, супруга Оскара Шиндлера, филантроп.
- 2004 — Морис Вилкинс, енглески научник и нобеловац (рођ. 1916).
- 2011 — Стив Џобс, један од оснивача и главни руководилац Епла и Пиксара.